# Patrick Chila

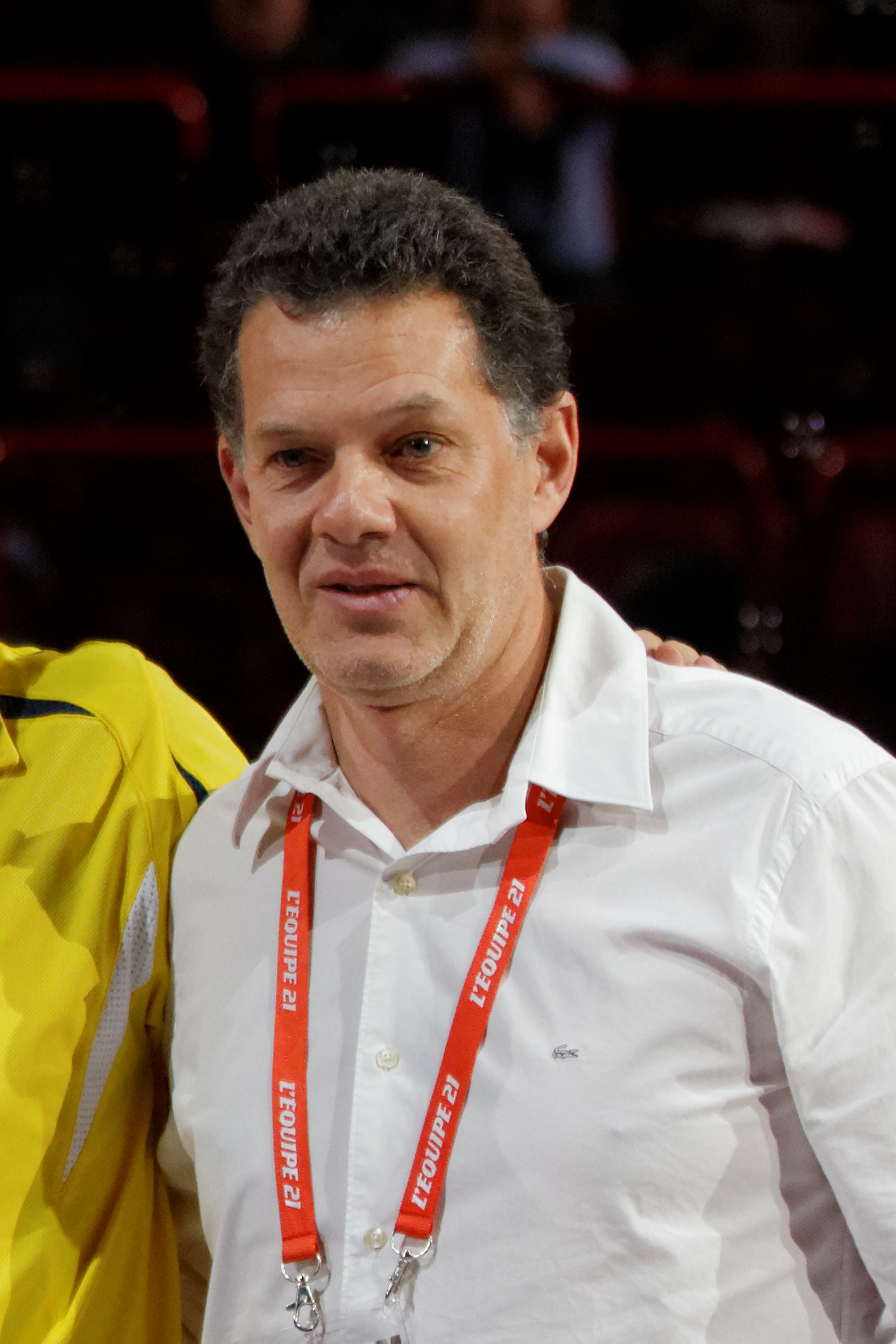
Patrick Chila (2013)

Patrick Chila  (Ris-Orangis, 27 november 1969) is een Frans professioneel tafeltennisser. Hij werd in Bremen 2000 Europees kampioen dubbelspel samen met zijn landgenoot Jean-Philippe Gatien. Daarnaast won hij onder meer zilver met het Franse team in het landentoernooi van het wereldkampioenschap in Manchester 1997 en brons in het dubbelspel van de Olympische Zomerspelen 2000.

## Sportieve loopbaan
Chila maakte zijn debuut op het internationale strijdtoneel op het wereldkampioenschap in Dortmund 1989. Het bleek slechts het eerste van in totaal veertien WK's waarop de Fransman zich zou laten zien tussen 1989 en 2008. Zijn succesvolste was het toernooi van 1997, waarin hij als lid van de Franse nationale ploeg zilver won in het landentoernooi. Tijdens de vier World Cups (1995, 1996, 1997 en 2006) waaraan Chila meedeed bleef eremetaal uit, maar op de Spelen in Sydney 2000 voegde hij een Olympische bronzen medaille aan zijn prijzenkast toe. De Fransman nam ook deel aan de Olympische toernooien van 1992, 1996, 2004 en 2008.
Chila stond op Europees niveau ook verschillende keren op het erepodium. Tijdens de acht EK's waaraan hij tussen 1994 en 2007 deelnam, stond hij vier keer in een finale. Die in de discipline mannendubbel van het EK 2000 won hij samen met Gatien, evenals die in het landentoernooi in Birmingham 1994 en Eindhoven 1998 met het nationale team. Alleen in de tussenliggende finale met het Franse landenteam in Bratislava 1996 tegen Zweden moest hij genoegen nemen met zilver.

De Fransman plaatste zich van 1995 tot en met 2003 alleen in 1998 en 2000 niet voor de Europa Top-12. Alle andere keren was Chila aanwezig, met als hoogtepunt een bronzen medaille in 2002.
Chila was van 1996 tot en met 2008 actief op de ITTF Pro Tour, waarop hij zich van 1996 tot en met 1999 en in 2005 kwalificeerde voor de ITTF Pro Tour Grand Finals. Hoogtepunt daarop waren een kwartfinaleplaats in het enkelspel (1998) en de rol van verliezend finalist in het dubbelspel (1999). Op de Pro Tour won Chila de dubbelspeltoernooien van het Italië Open 1996 (met Christophe Legoût) en 1998 (met Jean-Philippe Gatien), Engeland Open 1997 (met Christophe Legoût), Kroatië Open 1999 en 2001 (beide met Jean-Philippe Gatien), Zweden Open 1999 (met Gatien) en Duitsland Open 2006 (met Werner Schlager). In het enkelspel kwam Chila nooit voorbij de halve finale. 
De Fransman speelde in clubverband onder meer competitie in de Franse Pro A voor UTT Levallois en in België voor La Villette Charleroi.